# RSSSF
紀錄·體育·足球數據基金會（Rec.Sport.Soccer Statistics Foundation），簡稱RSSSF，是一個國際業餘機構，收集足球數據。基金會目的是建立一個全球性的超級足球資訊庫。

## 外部連結
- Rec.Sport.Soccer Statistics Foundation*RSSSF Charter（页面存档备份，存于）
- Best of RSS（页面存档备份，存于）